# Cecha taksonomiczna
Cecha taksonomiczna – cecha budowy organizmu, która jest charakterystyczna dla przedstawicieli danego taksonu i umożliwia odróżnienie go od innych, podobnych taksonów. Takimi cechami są np. w rodzaju Bufo kształty gruczołów przyusznych, u traszki grzebieniastej i traszki zwyczajnej kształt grzebienia na grzbiecie, u jaszczurek kształt narządów kopulacyjnych samca, u pijawek liczba segmentów ciała. U roślin cechami gatunkowymi są często np. kształt liścia, liczba i kształt płatków korony, środowisko życia, itp.
Zestaw wszystkich cech taksonomicznych danego gatunku jest główną częścią diagnozy taksonomicznej. 
Lista cech, które są cechami taksonomicznymi jest tak wielka i różnorodna, jak różnorodny jest świat istot żywych. Na podstawie cech taksonomicznych opiera się oznaczanie taksonów roślin i zwierząt za pomocą specjalnych kluczy do rozpoznawania. 